# Jan Mossberg
Jan Åke Mossberg, född 18 april 1948, är en svensk före detta fotbollsspelare.
Mossberg spelade mellan 1969 och 1977 i allsvenskan för Örebro SK, dit han värvades från dalsländska Håfreströms IF i division IV efter säsongen 1968. Han var fruktad för sin vänsterfot och gjorde på 194 allsvenska matcher 61 mål. 
Efter den aktiva karriären har han varit engagerad i IF Viken, bland annat som tränare.